# 方廷敦 (北卡羅萊納州)
方廷敦（英語：Fountaintown）是位於美國北卡羅萊納州杜普林縣的非建制地區。

## 地理
方廷敦所處的海拔為高於海平面24米（即79英呎），而該地所採用的時區為UTC-5，即北美东部时区（EST）。同時該地設有夏令時間，為UTC-5調快一小時，即UTC-4（EDT）。